# Bauhinia blakeana

Flaga Hongkongu

Bauhinia blakeana – gatunek roślin z rodziny bobowatych (podrodzina Cercidoideae), według dawniejszej klasyfikacji zaliczane do brezylkowatych (Caesalpiniaceae). Często uważana za naturalnego mieszańca podobnych gatunków Bauhinia variegata × Bauhinia purpurea, jednakże nigdy nie udało się powtórzyć takiej krzyżówki. Pochodzi z Hongkongu, gdzie indziej sadzone często jako roślina ozdobna. Strefy mrozoodporności: 9-11. Ze względu na swe kwiaty gatunek nazywany jest popularnie "drzewem orchideowym" (ang. Hong Kong Orchid Tree). Naukowa nazwa gatunkowa pochodzi od nazwiska botanika Henry Blake'a, który ją odkrył w Hongkongu w 1880 roku. Kwiat uważany za symbol Hongkongu, jego motyw widnieje m.in. na fladze i w godle tego regionu.

## Morfologia
PokrójWieczniezielone drzewo osiągające do 16 m wysokości. Pień krótki, zazwyczaj sadzona jako drzewo soliterowe.
Liścienaprzemianległe, dwuklapowe, niemal okrągłe.
KwiatyPłatki w kolorze magenta wpadający w odcień lawendowy, ok. 15 cm średnicy, z pięcioma łukowato wygiętymi ku górze pylnikami. Brzegi pomarszczone. Kwitnie od jesienie do wiosny.
OwoceNigdy nie owocuje. Tylko w uprawie, ze szkółki w południowych Chinach

## Zastosowanie
- W krajach o ciepłym klimacie (strefy 9-11) jest uprawiana w parkach i ogrodach jako roślina ozdobna.